# Chojno (jezioro na Pojezierzu Brodnickim)
Chojno, Jezioro Duże Chojno – jezioro w Polsce, położone w województwie kujawsko-pomorskim, w powiecie brodnickim, w gminie Bobrowo, około 7 km od Brodnicy.

## Charakterystyka
Posiada rozwiniętą linię brzegową. Latem widoczność w wodzie dochodzi do 2 m.
Jezioro Duże Chojno, za drogą przebiegającą między wsiami Chojno i Budy, sąsiaduje z jeziorem Małe Chojno.

## Dane morfometryczne
Powierzchnia całkowita jeziora Chojno wacha się od 70,3 ha, 75,76 ha do 75,8 ha. Głębokość średnia to 7,0 m, natomiast maksymalna wynosi 19,6 m.

## Przyroda
Jezioro jest typu sielawowego. Najczęściej poławiane w gatunki ryb to płoć, leszcz, węgorz, lin, szczupak, sandacz.

## Turystyka
Jezioro ma bardzo dobrze zagospodarowany teren wypoczynkowy z wieżą widokową. Na półwyspie jeziora znajduje się wczesnośredniowieczne grodzisko datowane na przełom XI/XII wieku. 